# Pierre Ghestem
Pierre Ghestem, né le 14 février 1922 à Lille et décédé dans la même ville le 9 mars 2000, est un ancien bridgeur français, joueur de dames et d'échecs, qui vécut toute sa vie à Lille.

## Biographie
Son partenaire régulier de bridge était René Bacherich.
Il contribua dans cette discipline de façon significative au développement de la théorie des enchères, rédigeant deux versions conventionnelles à ce sujet ("Ghestem" system, et Relay system (ou Relay bids)).
Il développa également l'autre théorie des systèmes de relais ("Monaco" System), avec son équipier.
Il est l'inventeur du trèfle fort et de la majeure cinquième.
Au jeu de dames, il reste à ce jour le dernier champion du monde français. On lui doit "l'avancée Ghestem", une des attaques les plus utilisées en partie classique.

## Palmarès

### Échecs
- 4e du championnat de France d'échecs de zone nord en 1944.

### Dames
- Champion du monde en mai 1945[2] (contre Maurice Raichenbach, score 14-6) et en juin 1947 face au Néerlandais Reinier Cornelis Keller, score 17-11[3] ;
- 3e du championnat du monde en 1948 (tournoi, aux Pays-Bas) ;
- Champion de France en 1942 et 1943[2].

### Bridge
- Grand Maître WBF ;
- Champion du monde par équipes (Coupe des Bermudes) en 1956 (Paris) ;
- Olympiades mondiales par équipes en 1960 (Turin, 1re édition, open) ;
- Triple Champion d'Europe par équipes en 1953 (Helsinki), 1955 (Amsterdam) et 1962 (Beyrouth) ;
- Vainqueur de l'Open de France par équipes en 1962 et 1964 ;
- Vice-champion du monde par équipes en 1954 (Monte-Carlo) ;
- Vice-champion d'Europe par équipes en 1956 (Stockholm) et 1961 (Torquay) ;
- 2e du championnat par équipes du MEC en 1977 (Ostende) ;
- 3e des championnats du monde par équipes en 1961 (Buenos Aires) et 1963 (Saint-Vincent) ;
- 3e des championnats du monde par paires en 1962 (Cannes) (avec René Bacherich) ;
- 3e par paires au Tournoi Pamp de Genève en 1990 ;
- Participation aux championnats du monde en catégorie senior de Vilamoura (sud du Portugal) en 1995 ;
- Participation aux championnats du monde en catégorie "contre ordinateur" de Lille en 1998.